# 梅尼勒圣佩尔
梅尼勒圣佩尔（法語：Mesnil-Saint-Père，法語發音：[mɛnil sɛ̃ pɛʁ]）是法国奥布省的一个市镇，属于特鲁瓦区。

## 地理
梅尼勒圣佩尔（48°15'2"N, 4°20'14"E）面积17.45 平方千米，位于法国大東部大區奥布省，该省份为法国中北部省份，北起马恩省，西接塞纳-马恩省，西南至约讷省，东南至科多尔省，东临上马恩省。
与梅尼勒圣佩尔接壤的市镇（或旧市镇、城区）包括：巴尔斯河畔布列勒、热罗多、巴尔斯河畔吕西尼、蒙蒂耶拉梅、皮内、谢讷新城。

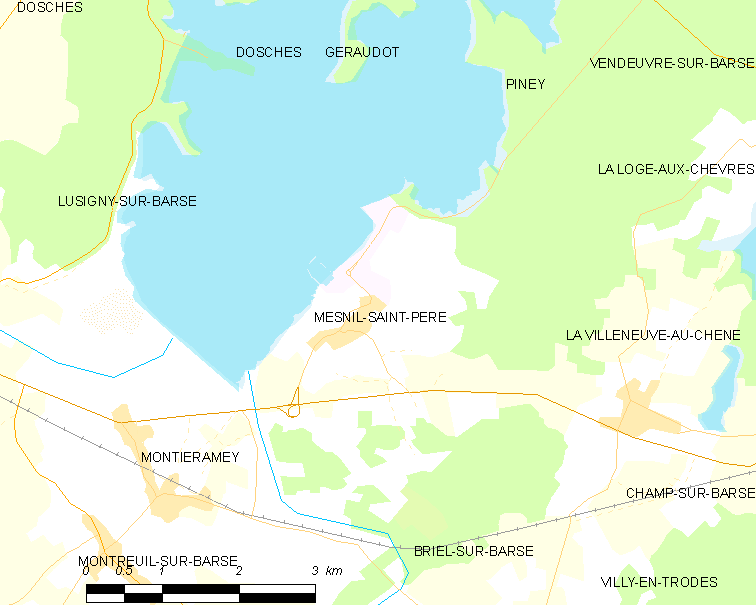
梅尼勒圣佩尔的OSM定位图

梅尼勒圣佩尔的时区为UTC+01:00、UTC+02:00（夏令时）。

## 行政
梅尼勒圣佩尔的邮政编码为10140，INSEE市镇编码为10238。

## 政治
梅尼勒圣佩尔所属的省级选区为巴尔斯河畔旺德夫尔县。

## 人口

1962-2008年间梅尼勒圣佩尔人口变化图示

梅尼勒圣佩尔于2022年1月1日时的人口数量为438人。